# Христо Кирчев
Христо Йорданов Кирчев е български архитект, политик от СДС, депутат в XXXIX и XL народно събрание и втори кмет на Варна след демократичните промени от 1989 г.

## Биография
Роден е на 29 септември 1944 г. в Добрич, а от 1955 г. семейството му живее във Варна, където Христо Кирчев завършва строителен техникум, а след това висше образование със специалност машинен инженер във ВМЕИ - Варна. От 1970 до 1973 г. работи в Института по корабостроене. Между 1974 и 1979 г. е на работа в Гражданстройпроект. След това започва работа в Териториалната проектантска организация във Варна. Христо Кирчев е един от основателите на СДС – Варна. Избран е за кмет на Варна през 1991 г., а през 1995 г. е преизбран за втори мандат. През 2000 г. работи като главен експерт в Центъра за икономическо развитие в София.
В Народното събрание е председател на комисията по местно самоуправление и регионално развитие; зам.-председател на групата за приятелство със САЩ и член на Комисията по отбрана. Владее английски и руски език.